# Dirk Albert Hooijer
Dirk Albert Hooijer (Medan, 30 maggio 1919 – Leida, 26 novembre 1993) è stato un naturalista olandese.
Hooijer nacque a Medan, sull'isola di Sumatra, ma trascorse la giovinezza a Bogor, sull'isola di Giava. Nel 1932, la sua famiglia si trasferì a L'Aia, dove Hooijer terminò gli studi nel 1937, alla Dalton Den Haag School. In seguito studiò geologia presso l'università di Leida. Nel 1941 si unì allo staff del museo naturale di questa città, interessandosi in particolar modo alle specie fossili di rinoceronti e ippopotami. Nel 1946, divenne curatore della collezione Dubois. Nello stesso anno, dopo la pubblicazione di Prehistoric and fossil Rhinoceroses from the Malay Archipelago and India, venne promosso dal professor Hilbrand Boschma. Tra il 1950 e il 1951 fu membro della Fondazione Rockefeller e lavorò presso il Museo di Storia Naturale di New York. Dal 1970 fino al suo ritiro, avvenuto nel 1979, fu professore all'Università della California di Irvine.
Hooijer pubblicò 267 articoli scientifici sui vertebrati fossili di Indonesia, Africa, Medio Oriente (specialmente Israele), Paesi Bassi, Antille e Sudamerica. Molti di questi studi riguardavano specie estinte di rinoceronti, felini, suini, roditori, primati e proboscidati. Descrisse per la prima volta sei nuovi generi, Celebochoerus, Chilotheridium, Epileptobos, Paradiceros, Paulocnus e Spelaeomys, e 47 nuove specie e sottospecie, tra le quali Babyrousa bolabatuensis, Elephas celebensis e Spelaeomys florensis.
Hooijer fu padre di tre figli, due femmine e un maschio. Morì a Leida (Paesi Bassi).